# ورخ-بختمیر
ورخ-بختمیر (به لاتین: Verkh-Bekhtemir) یک منطقهٔ مسکونی در روسیه است که در سرزمین آلتای واقع شده‌است.